# Банши
Банши (енгл. Banshee) је женски дух у ирској митологији.
У легенди се говори како женски дух долази када неко треба да умре. Доста је људи наводно чуло тог духа и говоре како она гласно нариче. Следећег дана нека особа коју познају, умре. Први који ју је видео био је ирски краљ Брајан Бору, 22. априла 1014.. Док је са војском био у шуми наводно је видео стару жену која пере одећу у крви. Следећег дана је пронађен мртав у својој кући.
Научници мисле да би чудни гласови које наводно ствара вила могле бити птице које су се настаниле у близини места где је Банши виђена. Многи људи који су чули овог духа су испитани и тврде како звук птица није ни сличан ономе што су они чули. Слична бића се појављују у Нордијској и велшкој митологији.